# Mejdal Sogn
Mejdal Sogn er et sogn i Holstebro Provsti (Viborg Stift).
Mejdal Kirke blev opført i 1982-84, og Mejdal Sogn blev i 1984 udskilt fra Tvis Sogn, der havde hørt til Hammerum Herred i Ringkøbing Amt. Tvis sognekommune var ved kommunalreformen i 1970 indlemmet i Holstebro Kommune.
I sognet findes følgende autoriserede stednavne:
- Halgårde (bebyggelse, ejerlav)
- Mejdal (bebyggelse)
- Nybo (bebyggelse, ejerlav)